# Fussballschweizer
Fußballschweizer (nach Schweizer Schreibweise: Fussballschweizer) ist ein Fußballspieler, der einen regulären Schweizer Spielerpass hat, obwohl er nicht Schweizer Staatsbürger ist. Er wurde aber in der Schweiz geboren.
In diesem Falle zählt der Spieler auf dem Spielfeld nicht als Ausländer, sondern als so genannter Fußballschweizer. Damit ist er von der Regel ausgenommen, wonach nicht mehr als vier ausländische Spieler je Mannschaft eingesetzt werden dürfen.